# Лёскин, Антон Федорович
Антон Фёдорович Лёскин (1899 год — 11 июля 1950 года) — машинист Куйбышевской железной дороги. Первый Герой Социалистического Труда в Мордовской АССР.

## Биография
Родился в крестьянской семье в поселке Рузаевка Инсарского уезда Пензенской губернии. К 15 годам получил начальное образование в церковно-приходской школе. Из-за смерти отца на полях первой мировой войны вынужден был пойти работать в кустарную мастерскую, чтобы содержать младших сестер и братьев. В 1915 году пришел работать в паровозное депо родного поселка. Начинал трудовую деятельность слесарем.

В Гражданскую войну с 1918 года становится кочегаром. Работал на бронепоездах, агитпоезде «Октябрьская революция». В 1934 году занимает должность помощника, а в 1938 году получает право работать машинистом. Участвовал в стахановско-кривоносовском движении. Был отмечен благодарностями и поощрениями за экономию топлива, хорошее состояние своего локомотива и управление поездом с повышенной скоростью. 

В годы Великой Отечественной войны продолжил свою трудовую деятельность на железной дороге. Управлял эшелонами, которые переправляли боевую технику и солдат на фронт. Обратным рейсом привозил из прифронтовых территорий раненных солдат и беженцев с временно оккупированных территорий.

В военное время его рабочий день был ненормированным — приходилось работать без перерыва по несколько дней. Стремился повысить эффективность перевозок — составы под его управлением ходили со скоростью, которая превышал норму на 6,5 км/ч. Самостоятельно проводил текущий ремонт паровоза «СО».

Указом от 5 ноября 1943 года Президиума Верховного Совета СССР «за особые заслуги в обеспечении перевозок для фронта и народного хозяйства и выдающиеся достижения в восстановлении железнодорожного хозяйства в трудных условиях военного времени» Лёскину Антону Фёдоровичу присвоено звание Героя Социалистического Труда с вручением ордена Ленина и Золотой медали «Серп и Молот».

Тяжелые условия военного времени, преданность своему делу сказались на здоровье. В 1944 году Лёскин перенес тяжелое сердечно-сосудистое заболевание, которое привело к утрате работоспособности. По этой причине ему пришлось покинуть свою работу. Всю жизнь прожил в поселке Рузаевка. Скончался 11 июля 1950 года.

## Награды
- Орден Ленина.
- Золотая медаль «Серп и Молот».
- Знак «Почетный железнодорожник».

## Память
- Установлена мемориальная доска на доме, где жил Лёскин.
- В честь него получила свое название одна из улиц Рузаевки .